# J.N.3
JN3 fue un grupo musical de R&B, pop latino y tropical, dominicanos que inicio su recorrido profesional en el año 2007 con su lanzamiento oficial y su primer corte musical titulado “Dale Morena”. La agrupación estuvo integrada por los Cantautores/Productores  Nicolas Aponte, John Ortiz, Jose Miguel Guzman y Jhoan Martes, mejor conocidos por sus nombres artísticos: Nico, John, Joey, Jay Martes.
En 2008, lanzaron su primer álbum titulado “JN3”, Una de sus obras musicales , “Aquí en el barrio”, fue parte de la banda sonora de la película Yuniol 2, producida y dirigida por Alfonso Rodríguez. 
su segundo Álbum  titulado "Decenio". La producción incorpora una fusión de ritmos que incluye: Latin Pop, Tropical, Hip Hop/R&B, Latin Trap, Dance Hall, Deep House, entre otros. Creando una combinación de Letras, Melodías y Voces, que cautiva y atrapa al oyente con un sonido Contagioso y Bailable.
El primer sencillo de promoción se titula “Como Tú Me Pones” que ya está disponible en toda plataforma digital, en radio/TV, y en su canal de YouTube con el video musical del tema.

## Sencillos
| #  | Nombre            | Artista (s)                             | Duración |
| -- | ----------------- | --------------------------------------- | -------- |
| 1  | Mala Como Quiera  | JN3 (ft. Don Miguelo)                   | 03:30    |
| 2  | Yo Te Beso        | JN3 (ft. Joa El Super Mc y Shelow Shaq) | 03:50    |
| 3  | Baila Para Mi     | JN3                                     | 03:31    |
| 4  | Wuiki Wuiki       | JN3                                     | 03:00    |
| 5  | Dale Morena       | JN3                                     | 03:21    |
| 6  | Aquí En El Barrio | JN3 (ft. Joa El Super Mc y Nipo)        | 03:21    |
| 7  | Dime              | JN3                                     | 03:52    |
| 8  | You Want Me Baby  | JN3 (ft. Skeem, Vakero y Big Mato)      | 00:00    |
| 9  | Aquí Tamo To      | JN3 (ft. Lápiz Conciente)               | 03:00    |
| 10 | Girl You Know     | JN3 (ft. Halo)                          | 03:50    |
| 11 | Solo Te Pido      | JN3                                     | 03:41    |
| 12 | Mami Let Me Know  | JN3                                     | 00:00    |
| 13 | Decidir           | JN3                                     | 03:53    |
| 14 | Bachata Rosa      | JN3                                     | 03:24    |
| 15 | Mami              | JN3 (ft. Lápiz Conciente)               | 04:16    |
| 16 | Como Tu Me Pones  | JN3                                     | 3:32     |

- Datos: Q6450286